# Ulf Öhrström
Ulf Öhrström, född 12 juni 1939 i Norrköpings Sankt Olai församling, Norrköping, död 30 augusti 2013 i Maria Magdalena församling, Stockholm
, var en svensk målare och keramiker.
Han var son till skeppsmäklaren Hans Öhrström och Märta Johansson och från 1966 gift med Lilian Forslund. Öhrström utbildade sig på Konstfack 1955–1959 och för Olle Nyman på Kungliga Konsthögskolan i Stockholm 1959–1965 samt genom självstudier under resor till bland annat Nederländerna, Frankrike, Italien, Tyskland, England och Sovjetunionen. Han tilldelades Konstakademiens Brucebostipendium 1963 och ett stipendium ur Kungafonden 1965. Hans debututställning var på Galleri Samlaren 1964 och kom därefter att delta i ett flertal utställningar bland annat Liljevalchs konsthalls Stockholmssalong. Under åren 1982–2006 undervisade han på Konstfack. Vid en utsmyckningstävling på Konsthögskolan fick han 1964 utföra en keramisk dekor för en vägg till Köpings simhall. Öhrström är representerad vid Moderna museet.

## Offentliga verk i urval
- emaljvägg, badhuset i Köping, 1964
- korfönstret i Täby kyrka
- korväggen i Birgittakyrkan i Skönsberg i Sundsvall, 1972
- skulptur på Löwenströmska sjukhuset i Upplands Väsby
- Älg i utskuren stålplåt från en villaoljatank, på ett grund i Edsviken i Sollentuna/Danderyd, 1985[3]